# Staufferbüchse

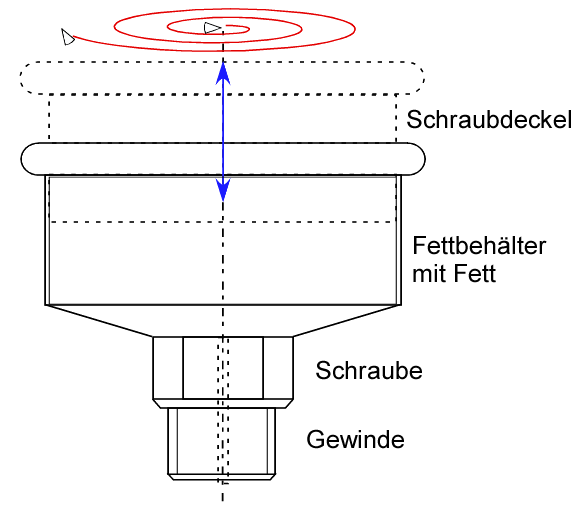
Staufferbüchse

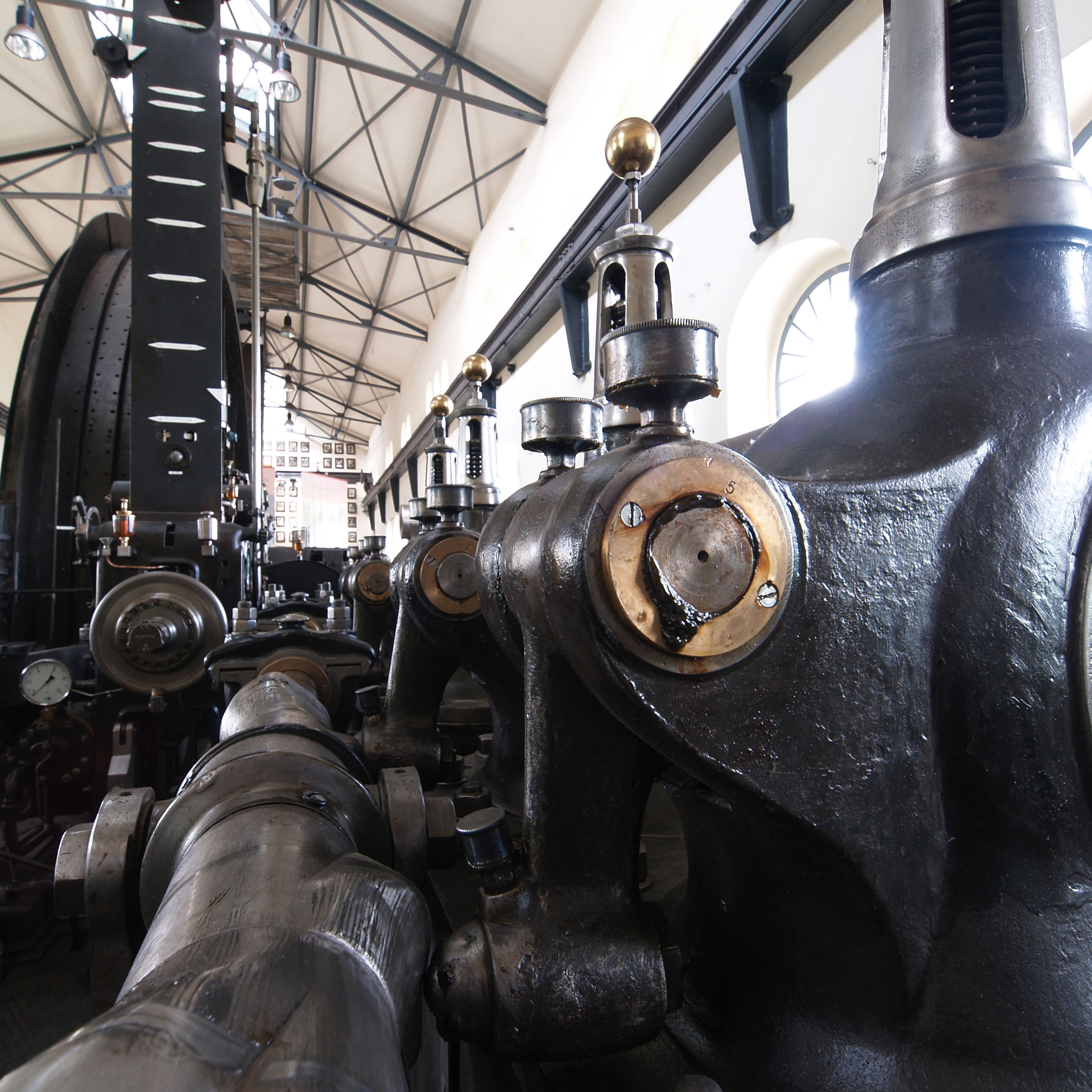
Staufferbüchsen an der Fördermaschine der Zeche Hannover in Bochum

Die Staufferbüchse oder Staufferbuchse ist ein Schmierstoffgeber (Fettvorratsbehälter) zur Schmiermittelversorgung von Lagern, welcher beim Nachziehen des mit einem Feingewinde ausgestatteten Deckels mit jeder Drehung frisches Schmierfett durch eine Bohrung an die Lagerstelle drückt (DIN 3411).
Bevorzugtes Schmiermittel ist das Staufferfett.